# Nadia, le secret de l'eau bleue
Nadia, le secret de l'eau bleue (ふしぎの海のナディア, Fushigi no umi no Nadia, littéralement, Nadia des mers mystérieuses) est une série d'animation japonaise de trente-neuf épisodes, conçus au Japon en 1990 par le studio Gainax, sous la réalisation de Hideaki Anno, auxquels s'ajoutent dix petits épisodes appelés omake d'une durée moyenne de quatre minutes (il s'agit d'interludes humoristiques diffusés à la fin de certains épisodes de la série). La série est constituée d'une unique saison. Un film d'animation (Nadia et le mystère de Fuzzy) a ensuite été produit, l'action se déroulant après celle de la série.
Partant d'une idée de Hayao Miyazaki, l'histoire est une adaptation très libre du roman Vingt Mille Lieues sous les mers de Jules Verne, dont elle reprend de nombreux éléments et personnages. Toutefois, le projet de Miyazaki ne se concrétise pas et c'est sous l'impulsion de la NHK et de Tōhō que la série est commandée au studio Gainax. La réalisation est confiée au jeune Hideaki Anno. Toujours inspiré par Vingt Mille Lieues sous les mers et, dans une moindre mesure, d'autres œuvres de Jules Verne, il s'agit d'une série d'aventure et de science-fiction où la technologie et ses dérives sont dominantes. Le récit est centré à la manière d'un récit initiatique sur les personnages de Nadia, une adolescente en quête de son identité, et de Jean, un jeune surdoué passionné de science.
Cette série a rencontré un grand succès au Japon, recevant notamment le titre de « meilleur anime du siècle » par Animage. Le personnage de Nadia fut également très populaire, apparaissant régulièrement dans les classements de personnage aux côtés de Nausicaä du manga Nausicaä de la vallée du vent de Hayao Miyazaki. La série a été adaptée en différentes langues et a été diffusée notamment, aux États-Unis, en Angleterre, en France et en Italie.

## Synopsis
Paris, Exposition universelle de 1889. Jean, un inventeur surdoué, croise Nadia, une jeune acrobate poursuivie par des brigands désirant s'emparer de la mystérieuse pierre bleue qu'elle porte en pendentif. Tous deux tentent alors de s'enfuir vers l'Afrique à bord du prototype d'avion de Jean, où Nadia pense récolter des informations sur ses origines, mais ils s'échouent dans l'Atlantique. Récupérés après quelques péripéties par le sous-marin Nautilus, ils sont déposés sur une île qui se révèle être sous le joug d'envahisseurs ayant asservi la population. Nadia et plusieurs de ses compagnons sont emprisonnés par le chef des tyrans, Argon, qui semble en avoir après la pierre bleue que Nadia a confiée à Jean et attire ce dernier dans un piège par un odieux chantage. La situation semble désespérée mais tous sont finalement secourus par Nemo, commandant du Nautilus.
Les protagonistes découvrent peu à peu l'existence de l'affrontement entre deux factions technologiquement très en avance sur le reste du monde: l'équipage du Nautilus commandé par Nemo et les Néo-Atlantes dirigés par Argon qui cherchent à dominer le monde par la force. Bien des années auparavant, Argon avait quasiment détruit l'Atlantide, île à la civilisation et à la technologie très avancées, et a été poursuivi depuis par Nemo et quelques survivants. Toutefois, le Nautilus est finalement détruit par Argon et l'équipage se retrouve divisé. Nadia, seule, est capturée par Argon et emmenée sur l'Atlantide, que les Néo-Atlantes commencent à reconstruire. Elle y subit un lavage de cerveau et obéit désormais à ses ennemis.
De leurs côtés, Jean, Nemo et leurs amis reconstruisent un nouveau Nautilus et convergent vers l'Atlantide pour l'assaut final, très violent et incertain : Jean y perd la vie et Nemo est mortellement blessé. Argon réunit alors les pierres bleues, mais seul le peuple Atlante peut les utiliser, ce qui le mène à la mort. Durant la bataille, Nadia, qui est en fait la fille de Nemo et la descendante des Atlantes, retrouve la mémoire grâce à son amour pour Jean et ressuscite ce dernier en sacrifiant le pouvoir de sa pierre.

## Personnages
La conception des personnages a été assurée par Yoshiyuki Sadamoto, à l'origine du trait caractéristique du studio Gainax.
- Nadia La Arwall (ナディア・ラ・アルウォール, Nadia La Aruvōru?) : D'une beauté rare, Nadia est une adolescente passionnée bien décidée à partir à la recherche d'un passé qui lui échappe et qui la fait souffrir. On apprend sa date de naissance dans l'épisode 35, à savoir le 31 mai 1875. L'action se déroule l'année de ses 15 ans. Un cirque ambulant l'a recueillie toute petite et elle y travaille au début de la série en tant qu'acrobate et dompteuse. N'ayant aucun souvenir de son enfance, ses seuls indices sont une pierre bleue (l'« Eau Bleue »), convoitée par des bandits (Gladys et ses deux compères), qui clignote en rouge en cas de danger, et la couleur sombre de sa peau. En fuite, elle rencontre Jean lors de l'Exposition universelle de Paris. Elle espère se rendre en Afrique pour trouver de nouvelles pistes au sujet de ses origines. Nadia posséderait, selon elle, la faculté de parler aux animaux. Elle est végétarienne et est dotée d'un caractère plutôt colérique et difficile correspondant à l'archetype Tsundere.
- Jean Roque Lartigue (ジャン・ロック・ラルティーグ, Jan Rokku Rarutīgu?) : Inventeur surdoué de 14 ans (même si ses inventions ont tendance à tomber en panne). Originaire de Normandie,  vivant avec son oncle Henri et sa tante Julie depuis la disparition en mer de son père Raoul, Jean réussit à mettre au point un prototype d'avion qu'il va présenter à l'Exposition universelle. Apercevant Nadia par hasard, il en tombe amoureux au premier regard et décide de l'aider à retrouver ses racines. Sa personnalité modérée, optimiste et férue de sciences en fait pourtant un être diamétralement opposé à Nadia. Capable de faire preuve d'un courage exemplaire, notamment dans les situations extrêmes, Jean refuse de croire à la mort de son père et est déterminé à le retrouver - jusqu'à ce qu'un des hommes du Nautilus, qui se trouve être l'unique survivant de l'équipage du bateau de Raoul Roque Latrigue, lui apprenne la triste vérité dans l'épisode 16.
- Attila (キング, Kingu?) : Le lionceau blanc apprivoisé de Nadia. Il porte un bandana rouge noué autour du cou et une bague sur la queue. Il accompagne Nadia dès le début de l'action car il fait partie de la ménagerie du cirque pour lequel la jeune fille travaille. Il a un comportement assez humain et particulièrement « viril ». Ainsi, il tombe facilement jaloux du couple formé par Nadia et Jean (épisode 26). C'est le meilleur ami de Nadia et il joue souvent avec Marie qui le torture. Ce personnage, par ses acrobaties, ses mimiques et son caractère franchement emporté apporte une touche d'humour et de dérision à l'intrigue.
- Marie-Anne Löwenbraun-Carlsberg (マリー・エン・カールスバーグ, Marī En Kārusubāgu?) : Petite orpheline de 4 ans (née à Marseille le 10 avril 1885, cf. épisode 24) recueillie par Jean et Nadia après que ses parents eurent été assassinés par des soldats de Neo-Atlantis. Elle les considère depuis comme ses nouveaux parents et se révèlera souvent très mature pour son âge. Cette petite rouquine au caractère franc et pétillant s'entend très bien avec Attila, son compagnon de jeu.
- Gladys (グランディス・グランバァ, Gurandisu Guranba?) (VO) : Aristocrate italienne désargentée qui chasse les trésors  et, entre autres, la pierre bleue de Nadia avec ses deux complices, Caïus et Titus. Elle mène ses deux complices masculins à la baguette. Femme indépendante, cette rouquine impétueuse et un brin délurée a une très forte personnalité. Elle a 28 ans. Très féminine et coquette, son maquillage est toujours impeccable en toute situation (rouge à lèvres carmin). Elle ne passe jamais inaperçue et sait user de ses charmes. Le trio qu'elle compose avec ses deux hommes de main apporte beaucoup d'action à la série et constitue une source d'humour.
- Titus (ハンソン, Hanson?) : Inventeur de génie assez maladroit et timide avec les femmes, c'est l'un des deux assistants de Gladys et l'ancien mécanicien de sa famille. C'est à lui que Gladys doit le Glatank (Gratan en VO), le véhicule « tout-terrain » du gang. Physiquement, son design est tout en rondeur et il porte un uniforme blanc avec un nœud papillon pastel. Malgré leurs caractères opposés, c'est le meilleur ami de Caïus. Les deux personnages font figure de Laurel et Hardy, ils apportent beaucoup d'humour à la série. Il a 27 ans.
- Caïus (サンソン, Sanson?) : Grand, sportif, amateur d'armes, son sourire est ravageur et il a tendance à jouer les latin lovers. C'est l'un des deux hommes de main de Gladys et l'ancien chauffeur de sa famille. Il est doté d'une force physique impressionnante et brave tous les dangers. Malgré leurs caractères opposés, c'est le meilleur ami de Titus. Il est aussi grand et élancé que Titus est petit et rond. Il porte le même uniforme blanc à nœud papillon que son ami. Il a 27 ans.
- Nemo (ネモ, Nemo?) / Elisis La Arwall (エルシス・ラ・アルウォール, Erushisu Ra Aruvōru?) : Capitaine du Nautilus. Ce personnage taciturne, mystérieux et porteur d'un lourd passé. Le capitaine Nemo et son équipage combattent Argon et ses troupes au péril de leurs vies. Il est doté d'un caractère froid et distant. Nemo signifie « personne » en latin. Son équipage lui est très dévoué. Il a 46 ans. Il a lui aussi en sa possession une pierre bleue.
- Electra (エレクトラ, Erekutora?) / Medina La Lugensius (メディナ・ラ・ルゲンシウス, Medina Ra Rugenshiusu?) : Commandant en second du Nautilus. Cette scientifique de génie, particulièrement érudite et sérieuse, est le bras droit du capitaine Nemo. C'est une beauté froide et mystérieuse de 26 ans. Elle hait Argon plus que tout en raison des évènements qui ont tué toute sa famille, lors de la destruction de Tartessos.
- Argon (ガーゴイル, Gāgoiru?) / Nemesis La Algol (ネメシス・ラ・アルゴール, Nemeshisu Ra Arugōru?) : C'est le fondateur de Neo-Atlantis, une puissante organisation voulant asservir les êtres humains et reprendre le contrôle de la Terre, autrefois possession de l'Atlantide. C'est un ancien ami intime du capitaine Nemo. Fier de ne pas appartenir à leur espèce, il méprise assidûment les êtres humains. On ne voit jamais son visage, toujours caché par une cagoule noire et un masque de plâtre larmoyant. Il convoite les pierres bleues de Nadia et Nemo pour restaurer la puissance de l'Atlantide. Il a 46 ans.
- Empereur Néo (ネオ皇帝, Neo-tennō?) / Bénusis [Vinasis La Arwall (ビナシス・ラ・アルウォール, Binashisu Ra Aruvōru?) en VO] : C'est le fils aîné de Nemo et par conséquent le frère de Nadia. Son corps a été détruit lors de l'anéantissement de la cité de Tartessos (provoqué par Nemo lui-même en retirant la pierre bleue du système de contrôle de la Tour de Babel). Les scientifiques de Neo-Atlantis lui ont redonné vie sous forme d'un corps androïde, plongé en permanence dans un état second par un casque ayant l'apparence d'une couronne. Il continue ainsi à « vivre » depuis treize ans, ayant certains pouvoirs comme celui de contrôler les pierres bleues. Argon se sert délibérément de lui pour arriver à ses fins et fait croire à tous qu'il est « l'empereur Néo ». Ce n'est plus le Prince Bénusis, mais l'Empereur Neo Icon Epiphanes (ネオ・イコン・エピファネス, Neo Ikon Epifanesu?). Son corps métallique est alimenté en permanence par un câble électrique.

## Analyse de l'œuvre

### Origines et production
L'origine de cette série remonte au milieu des années 1970 lorsque Hayao Miyazaki fut embauché par un grand producteur japonais, Tōhō, afin de développer des idées de séries télévisées. Un de ces concepts fut Autour du monde, sous la mer (adapté de Vingt Mille Lieues sous les mers de Jules Verne), dans laquelle deux orphelins poursuivis font équipe avec le capitaine Nemo et le Nautilus. Cette série n'a jamais été produite, mais Tōhō conserva les droits sur le concept.
Le réalisateur en réutilisa tout de même des éléments dans ses projets ultérieurs, notamment dans la série Conan, le fils du futur et dans son film Le Château dans le ciel. Ce dernier point a soulevé une polémique, certains fans pensant que Nadia était un plagiat du long-métrage de Ghibli.
Environ dix ans plus tard, le studio Gainax fut choisi par les sociétés NHK et Tōhō en 1989 pour produire, en collaboration avec Group TAC et Sei Young, une série télévisée qui serait diffusée sur la chaîne éducative japonaise de NHK. Gainax reprit le synopsis de Miyazaki pour Autour du monde, sous la mer, en y ajoutant sa propre touche, et le projet fut accepté. NHK avait déjà choisi un réalisateur, mais ce dernier abandonna cette place avant le début de la production, estimant que le projet avait trop changé. Hideaki Anno fut ensuite nommé au poste de réalisateur.
Les designs préliminaires des personnages de Nadia et du capitaine Nemo, ayant la peau noire et les cheveux crépus, montrent qu'ils devaient avoir une morphologie beaucoup plus proche de celle des habitants d'Afrique noire. Mais dans les designs finaux, Nadia a une apparence plus générique et des cheveux typiques du style anime. Cette différence a causé une controverse durant plusieurs années, des rumeurs prétendant que les producteurs avaient craint que le public japonais n'était pas prêt pour une héroïne à la peau noire. Selon Hideaki Anno, le problème était tout autre : les cheveux crépus de Nadia étaient trop difficiles à animer, ce qui aurait pu compromettre la qualité globale, il a donc été décidé de les simplifier.
En raison de retards de production, et d'un budget dépassant les capacités de Gainax, la qualité des épisodes a dû être réduite au milieu de la série. En effet, le succès de la série est tel que les producteurs décident en cours de changer le format de la série, initialement prévu en 30 épisodes, pour en réaliser finalement 39 ; toutefois, pour cette dizaine d'épisodes supplémentaires, du 23 au 34, Hideaki Anno confia la réalisation à Shinji Higuchi, et l'animation fut sous-traitée à d'autres studios au Japon et en Corée. Ces épisodes racontent les pérégrinations des héros échoués sur une île puis perdus en Afrique. Cette partie, connue pour son scénario et son animation sensiblement inférieurs au reste de la série, fut inspirée par l'autre roman de Jules Verne dans lequel le capitaine Nemo apparaît : L'Île mystérieuse. C'est seulement dans les cinq derniers épisodes que la série revient à sa qualité d'origine.

### Thèmes et narration: hommage à Jules Verne
L'idée initiale étant d'adapter librement le roman Vingt Mille Lieues sous les mers, le film s'inspire par divers aspects de l’œuvre de Jules Verne, notamment la rencontre des héros ou le personnage de Nemo. Par exemple au début du premier épisode, une inscription, apparemment en swahili apparaît. Elle est lue par une voix d'homme défiant le téléspectateur de le suivre dans l'aventure : « Si vous êtes l'un de ces aventuriers capables de partir à la recherche de formes véritables d'êtres mythiques vivant bien au-delà des gigantesques chutes d'eau nommées Périlleuses, si telle est vraiment votre quête, il vous faudra d'abord me trouver, moi. » (traduction de la version doublée en français). C'est une idée reprise du cryptogramme de Arne Saknussem dans Voyage au centre de la Terre de Jules Verne. Toutefois, le public visé par le film étant plus jeune, de nombreuses modifications surviennent par rapport au roman, comme le rajeunissement des héros.
En débutant l'intrigue lors de l'Exposition universelle de Paris en 1889, le studio Gainax annonce immédiatement sa volonté de réaliser une œuvre au caractère universel, en hommage à la science et dans la lignée des classiques de la littérature d'aventure. Les héros sont très rapidement immergés aux cœurs des nouvelles technologies. Ils sont amenés à croiser le parcours du célèbre sous-marin Nautilus et à rencontrer le capitaine Nemo. Le ton reste, à l'instar du roman, adulte, abordant de façon adulte la mort et la violence ; d'après B. Suvilay, il adopte le schéma du roman initiatique, soit le passage à l'âge adulte des héros.
L'œuvre est volontairement universelle, riche en références mythologiques (l'Atlantide, le kraken, Yggdrasil, la Tour de Babel), philosophiques, scientifiques (le chaînon manquant), historiques (la cité Tartessos), artistiques (Saturne dévorant un de ses fils, peinture de Francisco Goya, La Naissance de Vénus de Sandro Botticelli, Le Cri, des estampes de Hokusai), littéraires (Le Sphinx des glaces, références à la base du capitaine Nemo en Antarctique) ou géographiques (la galaxie M78, la fosse de Kermadec près de la Nouvelle-Zélande). Par bien des aspects, Nadia appartient ainsi au genre steampunk. L'attrait marqué pour la technologie, caractéristique de l'esprit japonais contemporain, se retrouve également dans les inspirations variées de Hideaki Anno, qui intègre diverses inventions et machines de l'univers de Jules Verne.
Certains dialogues soulèvent des questions importantes dans les domaines scientifiques comme celle prononcée par Argon : « La volonté humaine serait-elle plus forte que la science ? » Cela remet alors en doute la raison et les avancées de la science au dix-neuvième siècle et encore aujourd'hui, en opposition avec la nature et les sentiments. Thomas Lamarre cite notamment les exemples de Nemo, qui utilise la technologie avancée des Atlantes pour garder le monde des dérives tyranniques des Neo-Atlantes, ainsi que Jean qui, bien que passionné par les machines, apprend petit à petit leur dangerosité et la responsabilité qui en découle, surtout quand il découvre que la civilisation de l'Atlantide a été quasiment annihilée par les dérives technologiques.

### Allusions et clins d'œil
La série contient de nombreux clins d'œil à d'autres séries japonaises, comme on pouvait s'y attendre de la part de Gainax qui a été fondée par des otakus (des fans d'animation). On relève par exemple que le trio de Grandis a été inspiré des méchants de la série Time Bokan (ja) de la Tatsunoko et que M78 est le système natif de Ultraman. La référence la plus flagrante est le character design du capitaine Nemo qui est un hommage appuyé au commandant Bruno Global de la série Super Dimension Fortress Macross (aussi connu sous le nom de Henri Gloval dans l'adaptation américaine Robotech), de même que le Nautilus apparaît proche du vaisseau de Macross. Attila le Lion lui-même peut aisément être perçu comme un hommage à l'anime Le Roi Léo d'Osamu Tezuka. Enfin, il semblerait que certaines ressemblances avec Le Château dans le ciel de Hayao Miyazaki aient été forcées, Hideaki Anno ayant profité des racines communes à ces deux projets. On peut retrouver quelques similitudes avec un autre film de Miyazaki, à savoir Kiki la petite sorcière, projet réalisé quelques mois avant le début de la série.
Gainax a également parsemé la série de références à ses travaux antérieurs ; par exemple, Eltrium et Excelion sont deux noms de vaisseaux empruntés à la série Gunbuster : sur la plaque commémorative du lancement du Nautilus a été fixée une plaque commémorative écrite en atlante : « Eltrium, lancé dans l'espace en l'an 7962 du calendrier sidéral » (épisode 15).

## Sortie et réception

### Au Japon
Nadia, le secret de l'Eau Bleue connaît un succès très important au Japon lors de sa sortie. La série a reçu le titre de « meilleur anime du siècle » et a remporté l'Anime Grand Prix du magazine Animage en 1991. Le personnage de Nadia fut également classé « Meilleur personnage féminin de tous les temps » par le magazine Animage en 1991, détrônant ainsi la championne de la catégorie, Nausicaä du manga Nausicaä de la vallée du vent de Hayao Miyazaki ; elle reste dans le « top 20 » jusqu'en 1996.
Par la suite, d'autres séries s'inspireront ou feront référence à Nadia, comme un autre anime de Gainax, Otaku no Video, ou encore Nadja de Takuya Igarashi à travers son héroïne.

### En France
Comme la plupart des animes japonais de cette époque, Nadia, le secret de l'eau bleue est parvenue en France dans une version censurée. Cette censure se manifeste par des scènes coupées ou remontées et des dialogues « édulcorés » par rapport à la version originale. Les génériques originaux sont remplacés par un unique générique français. La traduction française se révèle aussi parfois peu fidèle aux scripts originaux. Des séquences entières de la série ont été coupées, comme un épisode musical qui ne fut pas doublé avant 2002. Les petits résumés d'épisodes finaux, contenant des séquences drôles et des dessins inédits ont également été coupés. Malgré cela, la série dans sa version française garde une certaine forme de cohérence et des personnages gagnent même en mystère, comme celui d'Elektra.
La série avait d'abord été censurée en Italie avant d'être diffusée en France à partir de septembre 1991 sur La Cinq dans l'émission Youpi ! L'école est finie, puis en avril 1994 sur TF1 dans le Club Dorothée. AB Productions racheta les droits de la série et effectua de nouvelles coupes.
Toutefois en 2001, lors de la diffusion de la série sur la chaîne Game One, sur une idée d'Alex Pilot et à la suite du travail de Cyril Lambin, une version restaurée de la série est produite. N'ayant pas les moyens de diffuser la VOST intégrale, cette version restaurée est une correction de la version française de AB avec des scènes reprises des LD. Les scènes censurées ou dont le sens était altéré par la censure sont réintégrées en VOST, la VF est conservée pour le reste et un nouveau montage de certaines scènes est effectué. Cette version réintroduit également les génériques originaux avec les crédits ainsi que les eyecatches.
Cette modification post-censure du matériel français d'un anime japonais est longtemps restée un cas unique. Ce travail était en fait illégal par rapport aux contrats d'acquisition de la série, le directeur des programmes de Game One ayant passé sous silence le fait que c’était une version modifiée qui était diffusée. Ceci explique pourquoi cette version n'existe officiellement plus et elle ne fut jamais commercialisée.
Le 11 juin 2013, Dybex a annoncé qu'ils allaient proposer « les 39 épisodes de la série (…) dans leur version intégrale non censurée (…) en Blu-ray, Blu-ray collector et DVD. » Cette sortie a eu lieu le 21 décembre 2013.

## Fiche technique
Sauf mention contraire, cette fiche est réalisée d'après les informations fournies par Anime News Network et l'IMDb.
- Origine : Japon
- Titre original : Fushigi no umi no Nadia
- Titre international : Nadia : The Secret of Blue Water
- Titre français : Nadia et le secret de l'Eau Bleue
- Type : anime
- Genre : aventure, steampunk
- Durée : 39 x 25 minutes + 10 x 4 minutes (épisodes omake)
- Année de production : 1990
- Production : Gainax, Group TAC, Sei Young, NHK, Sogo Vision
- Chansons des génériques : Blue Water (générique de début) et Yes, I will (générique de fin), par Miho Morikawa
- Réalisation : Hideaki Anno assisté de Shinji Higuchi (épisodes 23-39)
- Scénario : Kaoru Umeno
- Character design : Yoshiyuki Sadamoto et Shunji Suzuki
- Création du projet : Mahiro Maeda
- Direction artistique : Masanori Kikuchi et Hiromasa Ogura
- Musiques : Shirō Sagisu
- Chargés de production : Shōji Murahama et Kenjirō Kawahito
- Producteurs : Keiichirō Yoshida et Hiroshi Kubota
- Animation : Tōhō et KORAD

## Liste des épisodes

### Titres de la série
- Titre original : (ja) ふしぎの海のナディア
  - (fr) Nadia, le secret de l'eau bleue
  - (de) Die Macht des Zaubersteins
  - (es) El misterio de la piedra azul
  - (it) Il mistero della pietra azzurra
  - (en) Nadia of the Mysterious Seas
  - (ru) Надя c загадочного моря
  - (ar) الماسة الزرقاء*
  - (zh) 海底兩萬哩

### Doublage

#### Voix japonaises
- Yoshino Takamori : Nadia
- Noriko Hidaka : Jean
- Yuko Mizutani : Marie
- Kumiko Takizawa : Grandis
- Kenyū Horiuchi : Sanson
- Toshiharu Sakurai : Hanson
- Akio Ohtsuka : Nemo
- Kikuko Inoue : Electra
- Motomu Kiyokawa : Gargoyle

#### Voix françaises
- Valérie Siclay : Nadia
- Hervé Rey : Jean
- Virginie Ogouz : Marie et Gladys
- Marc François : Caius et Néo (Bénusis)
- Michel Vigné : Titus et le capitaine Nemo
- Joëlle Fossier : Electra
- Philippe Ariotti : Argon
- Jean-Louis Rugarli : Argon (voix de remplacement)

## Autres medias

### Film d'animation
Un film d'animation se déroulant après la série sort le 29 juin 1991. Leur ennemi, Geiger, a réussi à s'emparer de robots très avancés pour dominer le monde par la force, obligeant de nouveau Nadia et Jean à combattre pour la liberté, aidés par une mystérieuse jeune fille nommée Fuzzy. Toutefois, la réalisation fut confiée à Shō Aono du studio Group TAC. Le film s'exporte également dans plusieurs langues, dont le français par l'éditeur Kazé.

### Jeux vidéo
Plusieurs jeux vidéo basés sur des éléments de l'univers de Nadia ont été édités par Gainax. Certains reprennent tous les éléments de la série dans un scénario original (les jeux d'aventure sortis sur PC98, NES, PC-Engine et Mega Drive) et d'autres reprennent uniquement les personnages hors-contexte (un jeu de mah-jong sur PlayStation dans lequel les personnages de Nadia rencontrent ceux d'autres séries de Gainax, comme Evangelion). Beaucoup d'autres produits dérivés sont sortis dans les années 1990 à cause de la popularité de la série ; depuis, Gainax continue à l'exploiter ponctuellement en sortant des produits destinés à un public de fans.

### Light Novel et Roman
Une light novel en trois tomes adaptant la série et un roman le film de 1991 sont écrits par Hirotoshi Kobayashi. Le 5 février 2022, Black Box annonce la prochaine parution du roman en France.

## Autour de l'œuvre
Lors de la sortie du long métrage d'animation Atlantide, l'empire perdu (2001) des studios Disney, une polémique née sur Internet et relayée dans la presse japonaise et américaine accuse le film de s'inspirer énormément de Nadia, le secret de l'Eau Bleue à cause de l'Atlantide et des similarités dans l'évolution de l'intrigue, les caractéristiques des personnages principaux et secondaires… Toutefois, ces arguments en faveur du plagiat furent depuis nuancés par plusieurs auteurs qui estiment que les similarités s'expliquent avant tout car les sources d'inspiration – le roman Vingt Mille Lieues sous les mers, l'univers de Jules Verne et la légende de l'Atlantide – sont les mêmes ; de plus, les réalisateurs de Disney indiquent apprécier et s'être inspiré des travaux de Hayao Miyazaki, à l'origine du tout premier projet de Nadia,.
Dans le scénario de Nadia, le secret de l'eau bleue, Hideaki Anno reprend certaines théories ufologiques en prétendant que l'homme aurait été créé par des extra-terrestres. Ce thème de l'homme artificiel lui permet de donner une dimension métaphysique à la série. Son œuvre suivante, Neon Genesis Evangelion, aura une thématique similaire très forte.